# Grootlint van de Orde van Hoessein ibn Ali
Het Grootlint van de Orde van Hoessein ibn Ali (Arabisch: "Qeladet Al Hoessein ibn Ali") is een ridderorde op zich maar verbonden met de keten die door Koning Abdoellah I op de 22e juni 1949 werd ingesteld. Deze met diamanten bezette keten, de Orde van Hoessein ibn Ali of "Wisam al-Hoessein ibn Ali" is voor de staatshoofden gereserveerd maar grootlint en ster zijn in de eerste plaats voor kroonprinsen, niet regerende koninginnen en prinsen uit regerende koningshuizen gedacht.Ook de hoogst in rang zijnde Jordaanse prinsen en prinsessen worden met het lint gedecoreerd.
Het was Koning Hoessein van Jordanië die het grootlint op 23 september 1967 instelde. De Engels georiënteerde vorst koos voor decoraties die op die van de Orde van het Bad lijken. Ook het paarse lint van deze orde herinnert aan de Britse ridderorde.
Het grootlint volgt in rang op het Grootlint met briljanten van de Orde van de Wedergeboorte.
Het kleinood dat aan een keten of een lint wordt gedragen is een druppelvormig gouden medaillon met gouden stralen en de naam van de koning Hoessein ibn Ali in sierlijke arabesken op een rood schild in het midden.De ster heeft hetzelfde ontwerp en wordt op de linkerborst gedragen.

Het lint is van paarse gewaterde zijde en met zijn tien centimeter iets breder dan dat van de andere Jordaanse grootlinten. Het lint wordt over de rechterschouder gedragen.
De keten is gelijk aan die van de Orde van Hoessein ibn Ali maar mist de diamanten.De iets meer dan een meter lange keten  wordt om de hals gedragen en bestaat uit zestien rood geëmailleerde schakels die afgewisseld worden met zestien zevenhoekige schakels van platina. Op de eerste drie schakels staat (in het Arabisch) "Keten van Hoessein ibn Ali".